# پل گچی اسفل
پل گچی اسفل در شهرستان جهرم در استان فارس واقع شده و این اثر در تاریخ ۱۲ بهمن ۱۳۸۱ با شمارهٔ ثبت ۷۲۰۶ به‌عنوان یکی از آثار ملی ایران به ثبت رسیده است. این پل توسط خواجه عبدالصمد دوزه ای سیمکانی بر روی رود سیمکان بنا شده‌است ارتباط دهنده بین شهردوزه و روستای اسفل می باشد. جنس این پل از سنگ و ساروج است.